# Marcelino Camacho Abad
Marcelino Camacho Abad (Burgo de Osma-Ciudad de Osma, Sòria, 21 de gener de 1918 - Madrid, 29 d'octubre de 2010) fou un destacat sindicalista i polític espanyol. Va ser secretari general de Comissions Obreres entre 1976 i 1987 i diputat comunista per Madrid entre 1977 i 1981.
El 2 de febrer de 1935 es va afiliar al Partit Comunista d'Espanya i posteriorment a la Unió General de Treballadors, a la qual també va pertànyer el seu pare, guardaagulles de l'Estació de La Rasa (Sòria). Va lluitar en el bàndol republicà durant la Guerra Civil espanyola (1936-1939). Després de la victòria franquista va ser jutjat i condemnat a treballs forçats a Tànger.
El 1944 s'escapolí del camp i viatja a l'exili a Orà (Algèria). Orà era una ciutat que llavors tenia una gran colònia d'immigrants espanyols. Alguns s'hi trobaven allí des d'abans dels anys trenta, desplaçats per motius econòmics i uns altres eren refugiats polítics republicans emigrats després de la guerra civil (els últims vaixells amb exiliats republicans sortits del port d'Alacant dies abans de la guerra es dirigirien precisament a aquesta ciutat). Allí va ser on coneixeria la seva dona, Josefina Samper, amb qui compartia militància comunista i amb qui es casaria el 22 de desembre de 1948.
El 1957, després de ser indultat, tornaria a Espanya per a ocupar la seva professió d'obrer metal·lúrgic a Perkins Hispania. Va ser escollit representant dels treballadors de la seva empresa i va ser un dels impulsors de Comissions Obreres, sindicat de classe i d'inspiració comunista infiltrat en els Sindicats Verticals del règim franquista. Per les seves activitats sindicals i polítiques va ser empresonat el 1967, i passà nou anys a la presó de Carabanchel. Va sortir indultat després del famós Procés 1.001, sent escollit en 1976 secretari general de Comissions Obreres, llavors constituïdes en confederació sindical. En aquest moment ja era membre del Comitè Central del PCE i fou elegit diputat per Madrid en les eleccions generals espanyoles de 1977.
Va ser reelegit a les eleccions generals espanyoles de 1979. Va dirigir Comissions Obreres fins a 1987, període en el qual es va convertir en la primera central sindical espanyola i li va convocar la primera vaga general al govern de Felipe González el 1985. En 1987 va passar a ocupar el càrrec honorífic de President, en ser substituït en el càrrec de secretari general per Antonio Gutiérrez. Va dimitir com a President en 1995 en estar en desacord per l'allunyament de la direcció del sindicat del PCE i el seu continu gir a la dreta.
Va seguir militant en el PCE com a membre del seu Comitè Federal i va rebre la Medalla al Mèrit Constitucional de mans de Joan Carles I. Era pare de 2 fills, Yenia i Marcel.
El 12 de desembre del 2001 fou investit Doctor honoris causa per la Universitat Politècnica de València; i el 2008, per la Universitat de Cadis.